# 馬鑲
馬鑲，南直隸武进县人。明朝政治人物、進士出身。

## 生平
洪武十八年（1385年），登进士，后擔任洋縣知縣。